# Dragomyż
Dragomyż (bułg. Драгомъж) – wieś w Bułgarii, w obwodzie Razgrad, w gminie Isperich. W 2023 roku liczyła 341 mieszkańców.